# Rio Ada

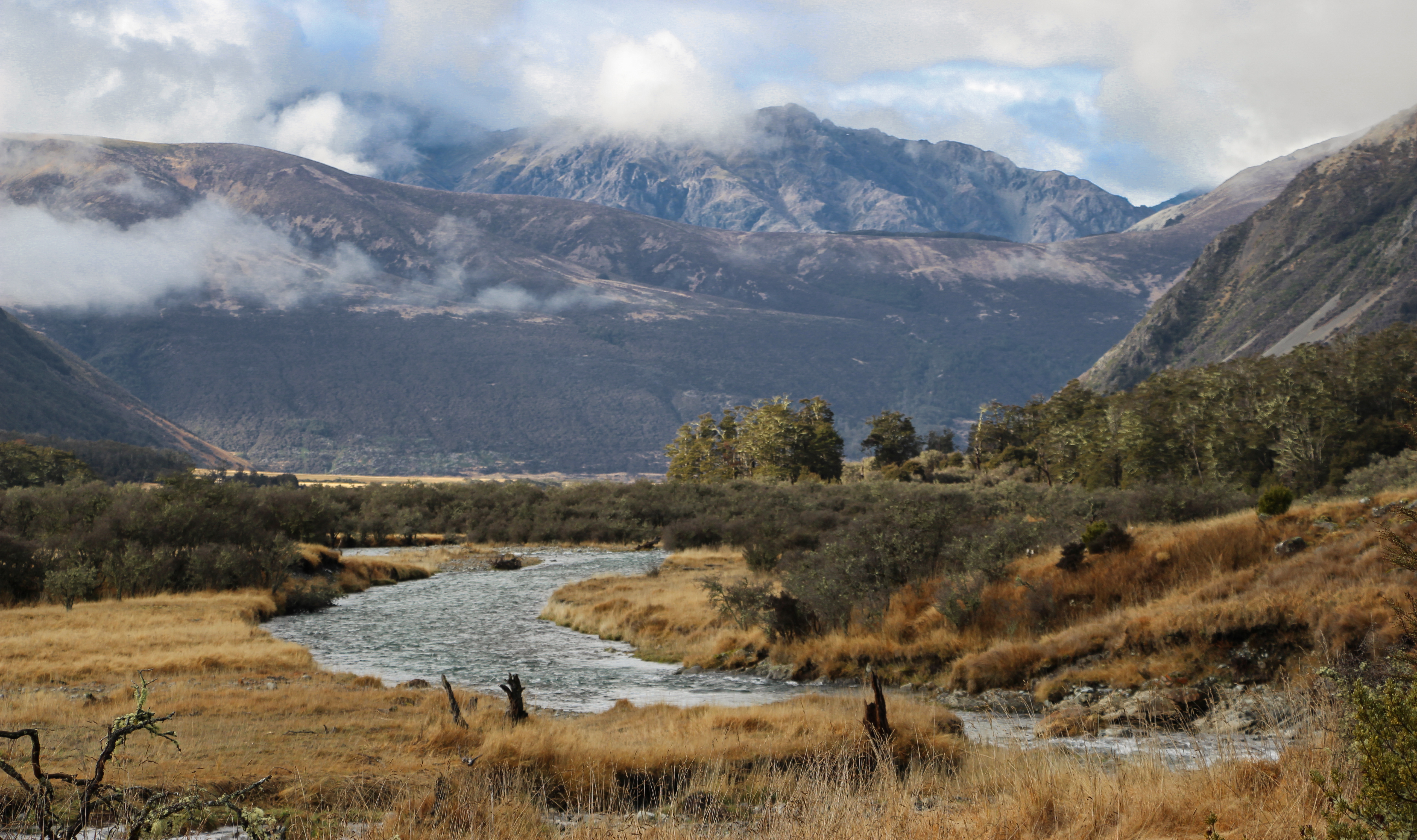

O Rio Ada é um rio menor da Ilha do Sul de Nova Zelândia.
Ele nasce nos montes Spenser. O rio corre durante 10 km antes de desaguar no Rio Waiau.